# オリンピア (原子力潜水艦)
|          |                                           |
| 艦歴     |                                           |
| 発注     | 1977年9月15日                             |
| 起工     | 1981年3月31日                             |
| 進水     | 1983年4月30日                             |
| 就役     | 1984年11月17日                            |
| 退役     | 2020年8月6日                              |
| 除籍     | 2021年2月5日                              |
| その後   |                                           |
| 母港     | ハワイ州真珠湾                            |
| 性能諸元 |                                           |
| 排水量   | 満載：6,130 トン、基準：5,763 トン        |
| 全長     | 110.3 m (362 ft)                          |
| 全幅     | 10 m (33 ft)                              |
| 喫水     | 9.7 m (32 ft)                             |
| 最大速   | 水上25 kt (46 km/h)、水中30+ kt (56 km/h) |
| 潜行深度 | 290 m (950 ft)                            |
| 機関     | S6G reactor 1基                           |
| 乗員     | 士官12名、兵員98名                        |
| モットー | Este Paratus (Be Ready)                   |
|          |                                           |

オリンピア(USS Olympia, SSN-717)は、アメリカ海軍のロサンゼルス級原子力潜水艦の30番艦。艦名はワシントン州オリンピアに因んで命名された。その名を持つ艦としては1895年に就役した防護巡洋艦(C-6/CA-15/CL-15/IX-40)以来2隻目。

## 艦歴
オリンピアの建造は1977年9月15日にバージニア州ニューポート・ニューズのニューポート・ニューズ造船所に発注され、1981年3月31日に起工した。1983年4月30日にドロシー・ウィリアムズ夫人によって命名、進水し、1984年11月17日にウィリアム・ヒューズ艦長の指揮下就役した。